# Алкалава
Алкалава — колишня столиця хауського міста-держави Гобір, що розташоване на території сучасної Нігерії.
Місто було збудовано на початку XVI століття, після того, як були закладені стіни міста. Алкалава залишалося столицею до 1808 р., коли воно було захоплене джихадистом Османом дан Фодіо з народності фульбе. Після цього, столиця була перенесена до міста Цібірі, що розташоване на території сучасного Нігеру.